# 格伦沃尔德
格伦沃尔德是德国石勒苏益格－荷尔斯泰因州的一个市镇。总面积9.79平方公里，总人口1357人，其中男性680人，女性677人（2011年12月31日），人口密度139人/平方公里。